# 章友会
章友会（しょうゆうかい）は、大阪府大阪市北区に本部を置く日本の暴力団で、指定暴力団山口組の二次団体。前身は初代柳川組梅田会。

## 歴代会長
- 初代 - 石田章六こと朴泰俊（六代目山口組顧問 五代目山口組舎弟頭補佐 四代目山口組舎弟 三代目山口組若中）[3]　2016年10月23日死去、享年83[4]
- 当代 - 新井錠士こと松岡錠司

## 最高幹部
二代目章友会
- 会長 - 新井錠士
- 本部長 - 牧 有吾
- 舎弟頭代行 - 高杉哲太郎
- 最高顧問 - 伊藤和宏
- 顧 問 - 松岡 勇
- 会長補佐 - 八田盛一郎
- 相 談 役 - 金城哲男
- 若頭補佐 - 興岩 光
- 舎弟 - 西田治郎
- 舎弟 - 上島一男
- 舎弟 - 森野裕之
- 舎弟 - 川上真司
- 幹部 - 谷本秀信
- 幹部 - 坂本 敦
- 幹部 - 相浦宏紀
- 幹部 - 荒川陽介